# Pachuca de Soto (kommun)
Pachuca de Soto är en kommun i Mexiko.   Den ligger i delstaten Hidalgo, i den sydöstra delen av landet, 80 km norr om huvudstaden Mexico City. Antalet invånare är 267 862. Arean är 195 kvadratkilometer.
Terrängen i Pachuca de Soto är kuperad åt nordväst, men åt sydost är den platt.
Följande samhällen finns i Pachuca de Soto:
- Pachuca de Soto
- El Huixmí
- San Miguel Cerezo
- Camelia
- Santa Gertrudis
- Barrio del Judío
- El Bordo
- Colonia las Campanitas
- Fraccionamiento Valle del Sol